# Rossbreiten

Lage der Rossbreiten

Die Rossbreiten (englisch horse latitudes) sind die Gebiete zwischen den Passatgebieten und den Westwindgebieten der Nord- und der Südhalbkugel im subtropischen Hochdruckgebiet, in dem Winde aus verschiedenen Richtungen auftreten und oft Windstille herrscht. Sie liegen etwa zwischen 25° und 35° nördlicher sowie südlicher Breite.

## Ursache der Windstille
Die Ursache für die häufige Windstille liegt in den zirkulierenden Luftströmungen von Hadley-Zelle und Ferrel-Zelle, die an den Rossbreiten in großer Höhe zusammentreffen, nach unten sinken und sich an der Oberfläche wieder in die südwärts zum Äquator gerichteten Passatwinde und die nordwärts zur Polarfront gerichteten Luftströmung der Westwindzone aufteilen.
An der innertropischen Konvergenzzone, einer wenige hundert Kilometer breiten Tiefdruckrinne in Äquatornähe, treffen die Passatwinde aufeinander, werden durch die starke Sonneneinstrahlung erwärmt, steigen auf, kühlen dabei wieder ab und verlieren Feuchtigkeit, die kondensiert und zu Niederschlag wird. In etwa 15 km Höhe fließen die Luftmassen vom Äquator zurück zu den nördlichen und südlichen Rossbreiten, wo die Luft zur Erdoberfläche sinkt, wodurch sie sich wieder erwärmt und trocknet. Es entsteht ein Hochdruckgebiet mit geringer Luftbewegung im Innern und gelegentlicher Bildung von subtropischen Antizyklonen.

## Folgen der Windstille
Die warmen, trockenen Luftmassen und der häufig wolkenlose Himmel der Rossbreiten führen zur Ausbildung der großen Wüstengebiete der Welt wie der Sahara in Afrika, der Arabischen und Syrischen Wüste im Mittleren Osten, der Mojave- und Sonora-Wüste des amerikanischen Südwestens und in Nord-Mexiko, sowie der Atacamawüste, der Kalahari und der Australischen Wüsten auf der südlichen Welthalbkugel.

## Namensherkunft
Die Etymologie des Begriffs ist nicht bekannt.
Eine mögliche Erklärung liegt im Begriff "dead horse", der im Englischen eine im Voraus bezahlte Arbeitsleistung bezeichnet. Demnach war der Vorschuss, den Seeleute vor der Fahrt erhielten, oft dann durch die geleistete Arbeit abgeglichen, wenn die Schiffe im Transatlantikhandel die Rossbreiten erreichten. Dies wurde manchmal gefeiert, indem ein aus Stroh gefertigtes Pferd über Bord geworfen wurde.
Da es sich bei den Rossbreiten charakteristisch um eine windschwache Region handelt, saßen die Segelschiffe oft für Tage oder Wochen in der Windstille fest. Wenn die Flaute zu lange anhielt, mussten die verdurstenden Pferde (Rösser), welche die Spanier auf dem Weg in ihre Kolonien mitführten, geschlachtet oder sogar über Bord geworfen werden. Dies könnte ebenfalls zur Benennung der Rossbreiten geführt haben.

## Sonstiges
- Im Roman Die Arbeiter des Meeres (1866) erwähnt Victor Hugo die Praxis des Überbordwerfens von Pferden in den Rossbreiten.
- Ein kurzer, eigenartiger Song der kalifornischen Band The Doors aus dem Jahr 1967 trägt den Titel Horse Latitudes.